# Katrin Staffler
Katrin Staffler (nascida a 4 de novembro de 1981) é uma política alemã da União Social-Cristã (CSU) que serve como membro do Bundestag pelo estado da Baviera desde 2017, representando o círculo eleitoral de Fürstenfeldbruck.

## Carreira política
Staffler tornou-se membro do Bundestag após a eleição federal alemã de 2017, representando Fürstenfeldbruck, na Baviera, pela CSU. Ela é membro da Comissão de Educação, Pesquisa e Avaliação de Tecnologia e da Comissão de Assuntos da União Europeia.